# Sowi Potok
Sowi Potok (niem. Eule, Schwarzwasser) – potok górski, lewy dopływ Włodzicy o długości 7,78 km.

## Przebieg i opis
Potok płynie w Sudetach Środkowych w Górach Sowich w woj. dolnośląskim. Wypływa na południowym zboczu Wielkiej Sowy na wysokości około 930–940 m n.p.m. w postaci kilku drobnych cieków, które niżej na wysokości 840 m n.p.m. łączą się w jeden potok. Źródła położone są w lesie świerkowym na granicy dolnego i górnego regla. W górnym biegu potok spływa stromą, głęboko wciętą doliną przez pozostałości przysiółka Sowa, a dalej Doliną Sowiego Potoku rozdzielającą głębokim przełomem Wzgórza Wyrębińskie, płynie przez Sokolec w kierunku Ludwikowic Kłodzkich do ujścia. Zasadniczy kierunek biegu Sowiego Potoku jest południowy, wzdłuż potoku na całej długości położona jest miejscowość Sokolec. Jest to potok górski zbierający wody z południowych zboczy Gór Sowich i odwadniający zbocza środkowe Wzgórz Wyrębińskich, nieuregulowany o bardzo wartkim prądzie wody – średni spad wynosi 58‰. W okresach wzmożonych opadów i wiosennych roztopów, stwarza poważne zagrożenie powodziowe. Kilkakrotnie występował z brzegów podtapiając przyległe miejscowości. Wzdłuż Sowiego potoku prowadzi widokowa droga lokalna Ludwikowice Kłodzkie – Sokolec.

## Szlaki turystyczne
Górnym fragmentem Doliny Sowiego Potoku wzdłuż potoku prowadzi  szlak turystyczny ze Świerków na Wielką Sowę.